# Echinopsis haematantha
Echinopsis haematantha es una especie de plantas en la familia Cactaceae. Es endémica de Jujuy y Salta en Argentina y Bolivia.

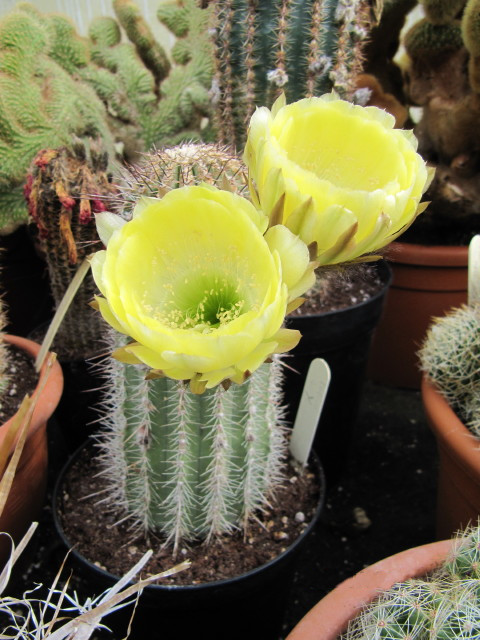
Detalle de la planta

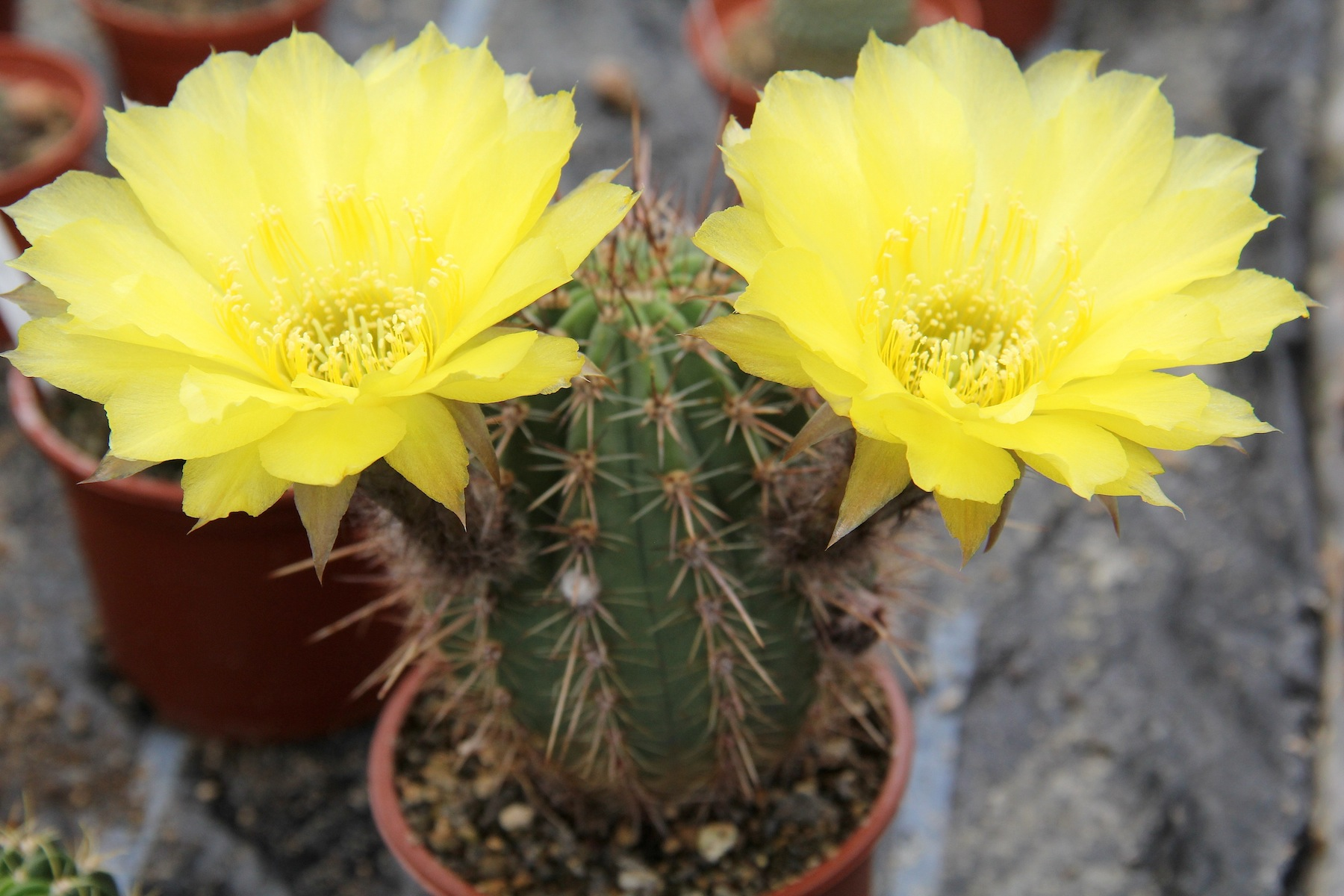
Flores

## Descripción
Echinopsis haematantha crece individualmente o ramificada, y forman pequeños grupos, con una raíz grande principal como una zanahoria. El tallo es globular aplanado a cilíndrico, de color verde oliva a marrón verdoso o gris verdoso con cortos brotes que alcanzan los  5-8 cm de diámetros y una altura de hasta 12 cm. Tiene 12 a 15 bajas y estrechas costillas presentes que están dispuestas helicoidalmente. En ellas se encuentran las areolas circulares que son de color blanco y de las que surgen espinas de color amarillo a marrón oscuro o negro. Tiene de 3 a 59 espinas centrales desiguales y fuertes que suelen medir hasta 6 cm de largo. Las 11- 50 espinas radiales son finas como agujas y están entrelazadas con una longitud de hasta 1,2 centímetros. Las flores son cortas en forma de embudo, de color amarillo a naranja y están abiertas durante el día. Tienen un diámetro de 3 a 4 centímetros. El fruto es redondo u oval de color verde a púrpura-marrón, son semiseco y agrietados.

## Taxonomía
Echinopsis haematantha fue descrita por (Speg.) D.R.Hunt y publicado en Bradleya; Yearbook of the British Cactus and Succulent Society 9: 88. 1991.
Etimología
Ver: Echinopsis
haematantha epíteto que deriva del griego haima = 'sangre' y anthos = "floración" y hace referencia a las flores de color rojo oscuro.
Sinonimia
- Echinocactus haematantha
- Lobivia haematantha
- Lobivia kuehnrichii
- Hymenorebutia kuehnrichii
- Echinopsis kuehnrichii
- Lobivia drijveriana
- Hymenorebutia drijveriana
- Lobivia elongata
- Echinopsis elongata
- Lobivia mirabunda
- Lobivia hualfinensis
- Echinopsis hualfinensis
- Lobivia amblayensis
- Lobivia chorillosensis[3]